# العلاقات الطاجيكستانية الكرواتية
العلاقات الطاجيكستانية الكرواتية هي العلاقات الثنائية التي تجمع بين طاجيكستان وكرواتيا.

## مقارنة بين البلدين
هذه مقارنة عامة ومرجعية للدولتين:
| وجه المقارنة                                              | طاجيكستان                          | كرواتيا                                                  |
| --------------------------------------------------------- | ---------------------------------- | -------------------------------------------------------- |
| المساحة (كم2)                                             | 143.10 ألف                         | 56.59 ألف                                                |
| عدد السكان (نسمة)                                         | 8.92 مليون                         | 4.11 مليون                                               |
| الكثافة السكانية (ن./كم²)                                 | 62.33                              | 72.63                                                    |
| العاصمة                                                   | دوشنبه                             | زغرب                                                     |
| اللغة الرسمية                                             | اللغة الطاجيكية                    | اللغة الكرواتية                                          |
| العملة                                                    | ساماني طاجيكي، الروبل الطاجيكستاني | كونا كرواتية                                             |
| الناتج المحلي الإجمالي (بليون دولار)                      | 7.15 مليار                         | 54.85 مليار                                              |
| الناتج المحلي الإجمالي (تعادل القوة الشرائية) بليون دولار | 24.03 مليار                        | 94.64 مليار                                              |
| الناتج المحلي الإجمالي الاسمي للفرد دولار أمريكي          | 925                                | 11.54 ألف                                                |
| الناتج المحلي الإجمالي للفرد دولار أمريكي                 | 2.69 ألف                           | 21.64 ألف                                                |
| مؤشر التنمية البشرية                                      | 0.624                              | 0.818                                                    |
| رمز المكالمات الدولي                                      | +992                               | +385                                                     |
| رمز الإنترنت                                              | .tj                                | .hr                                                      |
| المنطقة الزمنية                                           | ت ع م+05:00                        | توقيت وسط أوروبا، ت ع م+01:00، ت ع م+02:00، أوروبا/زغرب ‏ |

## منظمات دولية مشتركة
يشترك البلدان في عضوية مجموعة من المنظمات الدولية، منها:
| علم المنظمة | اسم المنظمة                        | تاريخ انضمام طاجيكستان | تاريخ انضمام كرواتيا |
| ----------- | ---------------------------------- | ---------------------- | -------------------- |
|             | مؤسسة التنمية الدولية              | 4 يونيو 1993           | 25 فبراير 1993       |
|             | منظمة الأمن والتعاون في أوروبا     | 30 يناير 1992          | 24 مارس 1992         |
|             | مؤسسة التمويل الدولية              | 2 ديسمبر 1994          | 25 فبراير 1993       |
|             | منظمة حظر الأسلحة الكيميائية       | ?                      | ?                    |
|             | الأمم المتحدة                      | 2 مارس 1992            | 22 مايو 1992         |
|             | الاتحاد الدولي للاتصالات           | 28 أبريل 1994          | 3 يونيو 1992         |
|             | منظمة الشرطة الجنائية الدولية      | ?                      | ?                    |
|             | البنك الدولي للإنشاء والتعمير      | 4 يونيو 1993           | 25 فبراير 1993       |
|             | الاتحاد البريدي العالمي            | ?                      | ?                    |
|             | وكالة ضمان الاستثمار متعدد الأطراف | 9 ديسمبر 2002          | 19 مارس 1993         |
|             | يونسكو                             | 6 أبريل 1993           | 1 يونيو 1992         |
|             | الفريق المعني برصد الأرض           | ?                      | ?                    |

## وصلات خارجية
- موقع وزارة الخارجية الكرواتية